# Caprettia
Caprettia is een geslacht van korstmossen dat behoort tot de familie Monoblastiaceae. De typesoort is Caprettia amazonensis.

## Soorten
Volgens Index Fungorum bevat het geslacht zeven soorten (peildatum januari 2022):
| Soortnaam                   | Auteur(s)                                | Publicatiejaar |
| --------------------------- | ---------------------------------------- | -------------- |
| Caprettia amazonensis       | Bat. & H. Maia                           | 1965           |
| Caprettia confusa           | Lücking & Sipman                         | 2008           |
| Caprettia goderei           | Yeshitela, Eb. Fisch., Killmann & Sérus. | 2009           |
| Caprettia lichexanthotricha | Aptroot & M.F. Souza                     | 2021           |
| Caprettia neotropica        | Lücking & Sérus.                         | 2003           |
| Caprettia nyssogenoides     | Sérus. & Lücking                         | 2003           |
| Caprettia ornata            | (R. Sant. & Vězda) Lücking & Sérus.      | 2008           |